# Eksplozija v Erevanu (2022)
14. avgusta 2022 je eksplozija pirotehnike na tržnici v Erevanu v Armeniji ubila 16 ljudi in 61 ranila.

## Dogodki
Eksplozija je odjeknila v skladišču ognjemetov v trgovskem središču Surmalu v Erevanu. Sledil je velik požar in uničil velik del trga. Na kraju dogodka je posredovalo 200 gasilcev.

## Odziv
Žrtve so identificirali naslednji dan. Premier Nikol Pašinjan je z županom Erevana Hračjo Sargsjanom, ministrom za izredne razmere Armenom Pambukhčjanom, direktorjem reševalne službe Armenom Gasparjanom in vodjo Urada za koordinacijo inšpekcijskih organov Arturjem Asojanom obiskal prizorišče eksplozije.